# Braunkohlenflugasche
Braunkohlenflugasche ist ein industrielles Nebenprodukt, das als Flugasche bei der Verbrennung trockener Braunkohle in Kraftwerken anfällt. Eingesetzt wird sie im Straßenbau und im Erdbau zur Bodenverbesserung sowie als Ersatz für Bindemittel und als Zusatzstoff im Beton.
Aufgrund der verschiedenen Zusammensetzung der verbrannten Braunkohle und der unterschiedlichen Feuerungsbedingungen schwankt die Braunkohlenflugasche erheblich in ihrer Zusammensetzung.

## Zusammensetzung

### Hauptbestandteile in Prozent
| Substanz | Rheinland | Mitteldeutschland | Lausitz  |
| -------- | --------- | ----------------- | -------- |
| SiO2     | 20-80     | 15-45             | 32-68    |
| Al2O3    | 1-15      | 7-23              | 5-14     |
| Fe2O3    | 1,5-20    | 1-11              | 6-22     |
| CaO      | 2-45      | 25-52             | 8-23     |
| CaOfrei  | 2-25      | 5-25              | 0,1-4    |
| MgO      | 0,5-11    | 2-6               | 2-8      |
| K2O      | 0,1-1,5   | 0,1-0,5           | 0,5-2    |
| Na2O     | 0,1-2     | 0,01-0,2          | 0,01-0,2 |
| SO3      | 1,5-15    | 3-15              | 1-6      |
| TiO2     | 0,1-1     | 0,5-1,3           | 0,2-1    |
| Cl       | <0,2      | <0,1              | <0,02    |
| C        | <2        | <1                | <2       |

### Spurenelemente in mg/kg
| Element | Rheinland | Mitteldeutschland | Lausitz |
| ------- | --------- | ----------------- | ------- |
| As      | 10-43     | 10-40             | 0,5-30  |
| Pb      | 5-80      | 10-50             | 2,5-30  |
| Cd      | 0,2-2,1   | <2                | 0,1-1   |
| Cr      | 18-70     | 10-60             | 10-70   |
| Cu      | 10-175    | 5-35              | 2-30    |
| Ni      | 8-50      | 5-40              | 3-65    |
| Hg      | <1        | <1                | <1      |
| Zn      | 30-150    | 10-80             | 5-65    |

## Physikalische Eigenschaften
Die Rohdichte der Braunkohlenflugasche liegt meist zwischen 2,4 g/cm³ und 3,3 g/cm³. Die Schüttdichte bewegt in der Regel sich zwischen 0,7 und 1,5 g/cm³. Die Proctordichte variiert meist in dem Bereich von 1,1 bis 2,0 g/cm³.

## Probleme
Vor der Einführung der modernen Filtertechnik in den Braunkohlekraftwerken sowie zu den Zeiten der in großem Umfang für den Hausbrand betriebenen Braunkohlebrikett-Herstellung gelangte ein Großteil der Braunkohlenflugasche unmittelbar in die Umwelt und lagerte sich auf den in der Umgebung befindlichen landwirtschaftlichen Nutzflächen ab. Durch diese Erhöhung des Kohlenstoffgehaltes der Böden waren diese lange Zeit als besonders „problematisch“ beim Einsatz von Herbiziden im Zuckerrübenanbau anzusehen, da die Wirkstoffe der Mittel durch den Kohlenstoff (siehe auch: Aktivkohle) teilweise festgelegt wurden.